# Јабланица (Лопаре)
Јабланица је насељено мјесто у општини Лопаре, Република Српска, БиХ. Према прелиминарним подацима пописа становништва 2013. године, у насељу је живјело 889 становника.

## Географија
Мјесто Јабланица се налази на планини Мајевица. Засеоци су Абаџићи, Бојкићи, Божићи, Јаковљевићи, Јанковићи, Лозовине, Луке, Наранчићи, Петрићи, Тодићи, Видовићи, Жабари и Зекићи.
Међедник је са 842м надморском висином највиша кота села, а најнижа се налази на 227м на ушћу Јабланичке ријеке и Мачковачког потока. Уједно ушће представља и границу Јабланице и Мачковца. На западу село граничи са Висорима и Пиперима, на сјеверу са Вакуфом и Мачковцом, на истоку са Козјаком и Лопаре селом а на југу са Косцима и Федерацијом БиХ.

## Историја
Први знаци људског присуства на територији села Јабланица пронађени су у Бардачиловцу.
У доњем Бардачиловцу пронађена је праисторкса некропола. На узвишењу изнад села (изнад засеока Видовића према Међеднику) откривено је више скелетних гробова са богатим металним прилозима, који се састоје од фибула, бронзаних наочарастих привјесака са високум луком, тордираних огрлица, наруквица, дугмади, салталеона и кермаичких посуда у облику шоље. Пронађени предмети се датирају на крај касног бронзаног доба или почетак жељезног доба.
У горњем Бардачиловцу који се налази јужније на узвишењу недалеко од праисторске некрополе у доњем Бардачиловцу наишло се током градње сеоског водовода праисторска градина. Пронађене су уломке керамичких посуда скраја касног бронзаног доба или почетка жељезног доба.
Локалитет Бардачиловац је истраживан 80-их година. Прва истраживња вршио је 1981, 1985 и 1988 Вељко Милић, археолог из Музеја сјевероисточне Босне у Тузли, гдје се и налазе пронађени предмети.
Попис Зворничког санџака из 1533 године
Село Јабланица се спомиње у попису Зворничког санџака из 1533 године. Тад је село припадало нахији Висоре која је припадала санџаку Зворник.
Наводи се да у селу има 13 хришћанских кућа, 3 неожењених као и де баштине. Даље постоје једна муслеманкса кућа и две баштине.

## Становништво
| Националност       | 2013.       | 1991.          | 1981.          | 1971.          | 1910.        |
| Срби               | 879 (98.9%) | 1.015 (90,70%) | 1.249 (97,96%) | 1.333 (99,77%) | 759 (99,97%) |
| Југословени        | 0 (0.0%)    | 36 (3,21%)     | 24 (1,88%)     | 0 (0.0%)       | 0 (0.0%)     |
| Хрвати             | 4 (0.4%)    | 4 (0,35%)      | 0 (0.0%)       | 0 (0.0%)       | 0 (0.0%)     |
| Муслимани          | 0 (0.0%)    | 0 (0.0%)       | 0 (0.0%)       | 3 (0,22%)      | 1 (0,13%)    |
| Бошњаци            | 2 (0.2%)    | 0 (0.0%)       | 0 (0.0%)       | 0 (0.0%)       | 0 (0.0%)     |
| остали и непознато | 4 (0.4%)    | 64 (5,71%)     | 2 (0,15%)      | 0 (0.0%)       | 0 (0.0%)     |
| Укупно             | 889         | 1.119          | 1.275          | 1.336          | 760          |

| Демографија | Демографија | Демографија |
| Година      | Становника  | Становника  |
| ----------- | ----------- | ----------- |
| 1910.       | 760         |             |
| 1961.       | 1.281       |             |
| 1971.       | 1.336       |             |
| 1981.       | 1.275       |             |
| 1991.       | 1.119       |             |
| 2013.       | 889         |             |